# Суифт-Каррент
Суифт-Каррент (англ. Swift Current) — город, расположенный в канадской провинции Саскачеван. Шестой по величине город провинции. Был основан в 1883 году. По состоянию на 2024 год в городе проживает 18 430 человек, что на 1,32 % больше, чем по данным переписи 2016 года, составляющее 16 604 человека.
Город Суифт-Каррент назван в честь ручья Суифт-Каррент Крик, на котором он расположен. 

## История
Селение было основано в 1883 году. Основными отрослями экономики стали обслуживание железно дороги и работа на ранчо. 4 февраля 1904 селение получило статус села (village), а 15 марта 1907 — статус городка (town). В то время население составляло 550 человек. 15 января 1914 года Суифт-Каррент получил статус города (city).

## Климат
Климат континентальный с длинной сухой и достаточно холодной зимой и коротким тёплым летом.

## Здания

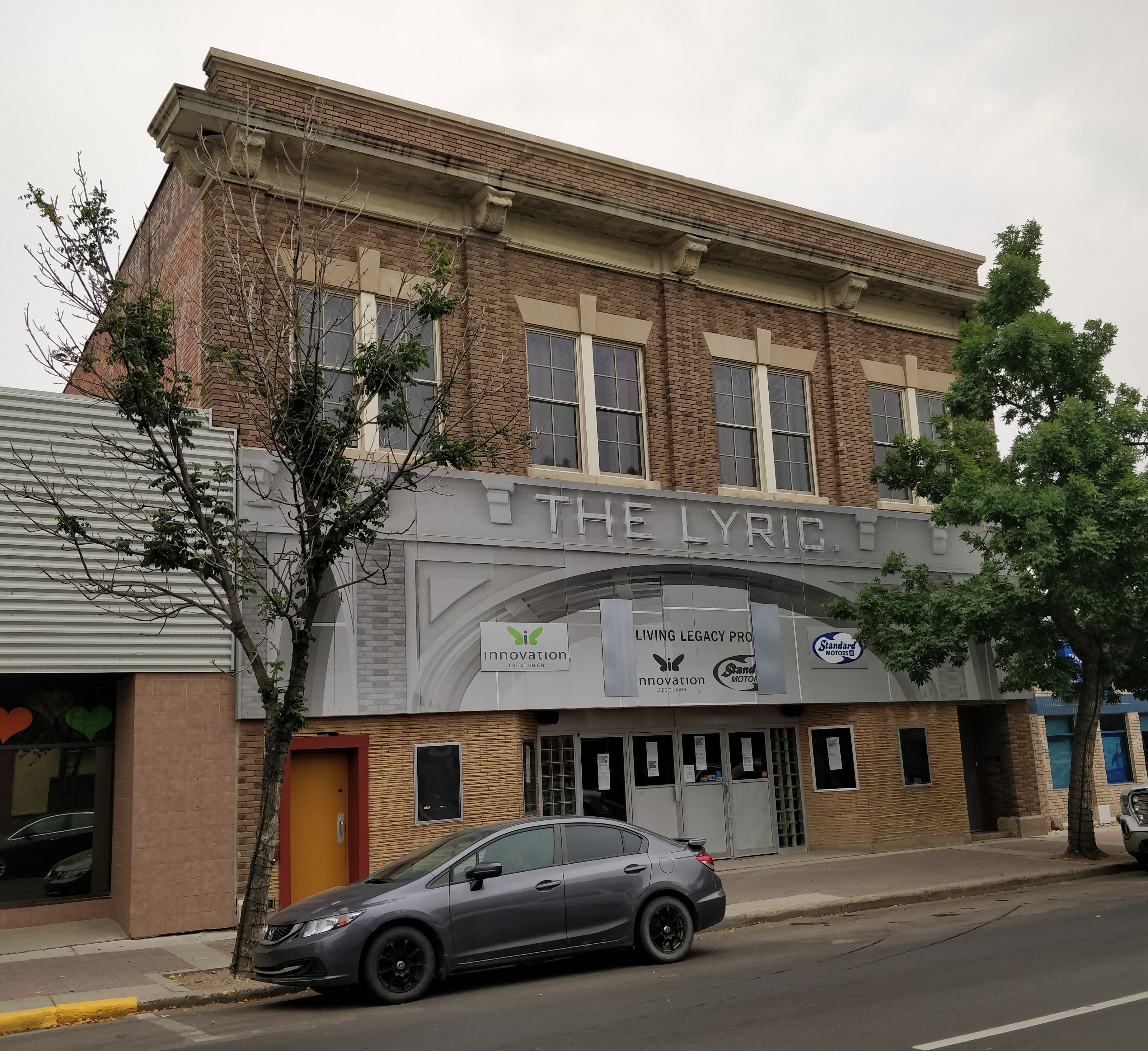
Здание театра

В городе находится «Лирический театр» — старейший театр Саскачевана, построенный в 1912 году. Музей Суифт-Каррент, Художественная галерея Суифт-Каррент, и библиотека Суифт-Каррент. 
Железнодорожная станция Суифт-Каррент была признана исторической железнодорожной станцией.
Самым высоким коммерческим зданием в городе является здание EI Wood Building, расположенное в центре города.
Также есть стадион «Credit Union iPlex», на которой играет команда Западной хоккейной лиги «Суифт-Каррент Бронкос».